# R.E.B.E.L.S.
R.E.B.E.L.S., Acrónimo de (Revolutionary Elite Brigade to Eradicate L.E.G.I.O.N. Supremacy, en español,  'Brigada de Elite Revolucionaria para Erradicadar la Supremacía de L.E.G.I.O.N.'), es el brazo revolucionario paramilitar derivado del equipo ficticio de la fuerza intergaláctica policial ficicia creada para la editorial DC Comics, creado a raíz de la usurpación del liderazgo del equipo principal realizada por el hijo de Vril Dox, Lyrl Dox (Brainiac 3), la cual ocasionó la división del equipo en dos cuando este se apoderó del equipo, provocando la creación del nuevo equipo. Ambos equipos (que por años fueron adversarios entre sí) fueron liderados por Vril Dox, fueron creados por Tom "Tennessee" Peyer.

## Historia sobre la publicación

### Volumen 1
R.E.B.E.L.S. 94', R.E.B.E.L.S. 95' y R.E.B.E.L.S. 96 fue una serie de historietas enumerada de manera contigua por el número del año en que fue publicada la serie por la editorial DC Comics entre 1994 y 1996, fue escrita y dibujada por Tom "Tennessee" Peyer. La "serie" los números #0 al #17.

### Volumen 2
La serie R.E.B.E.L.S., a diferencia de su predecesora, fue una serie de historietas sin tener la numeración contigua, también publicada por DC Comics publicada desde febrero de 2009  y terminó siendo cancelada en mayo de 2011 en la edición #28, escrita por Tony Bedard y el artista Andy Clarke, como equipo creativo.

## Biografía del equipo que se escindió deL.E.G.I.O.N.

### Primer equipo R.E.B.E.L.S.
R.E.B.E.L.S. es un equipo de exagentes de la ley que huyeron de su antigua organización para el mantenimiento de la paz, L.E.G.I.O.N., liderados por el despiadado Vril Dox, R.E.B.E.L.S. ha incluido entre sus miembros a: Strata, Borb Borbb, Stealth y Lobo. Un telépata alienígena, que respondía al nombre de Of, llamado Telepath se convirtió en miembro contra su voluntad al principio, por lo que Telepath fue encarcelado, pero más tarde se le dejó libre y finalmente terminó ayudando al equipo. El hijo de Vril Dox, corrompido mentalmente pero de nivel inteligencia supuerior, había usurpado el cargo de la organización de Dox y la convirtió en una despiadada dictadura que lanzó el cerebro de sus camaradas. El grupo escapó al golpe de Estado en una nave semi-consciente que viajaba literalmente fuera del alcance del control mental. El Linterna Verde, Kyle Rayner, intentó ser manipulado como personaje invitado en el primer número y trató de matar a algunos de los cazadores del equipo.
Vril se enfrentaría a su exnovia Ig'nea, que utiliza sus poderes de flamas e intenta quemarlo. John Sin, líder de una organización criminal llamada el Círculo de Sangre, provoca que Vril se vuelva adicto a un medicamento determinado sin su conocimiento. Los compañeros de Vril creen que ha muerto hasta que oyen rumores de su existencia a partir de un médico que había venido a tratar Garv, el esposo herido de Strata. El Círculo de Sangre detenido y Sin aprende de Vril le dice que simplemente planea replicar el fármaco hasta que pueda independizarse de sí mismo fuera del alcance del mismo.
Además del conflicto causado por Borb Borbb, no supo como mantener restringir sus sentimientos románticos apropiados por Stealth. El Capitán Cometa termina involucrándose con el equipo, en su regreso, confronta en lo que se ha convertido L.E.G.I.O.N.
El equipo se ve obligado a luchar contra sus antiguos camaradas, como Zena Moonstruk, Gigantus y Davroth. Detrás de estas escenas, la ayuda viene un antiguo aliado llamado Marij'n, que fracasa en su intento por detener el nuevo control mental. El grupo también se encuentra con la entidad demoníaca Nerón. Borbb se sacrifica de voluntaria a sí mismo para poder salvar al grupo del control mental por parte de los experimentos realizado por unas entidades extradimensionales. Posteriormente, el equipo gana la ayuda de un capitán de la guardia que había sido atrapado en sus aventuras.
Los héroes a recuperan el control del equipo original en el último número de la serie. Dox y la Stealth se retiran a cuidar a Lyrl, mientras el  Capitán Cometa se convierte en el nuevo líder de L.E.G.I.O.N.

#### Miembros del primer equipo
- Vril Dox (Líder)
- Strata
- Stealth
- Lobo
- Borb Borbb
- Capitán Cometa (Segundo Líder)

### Segundo equipo R.E.B.E.L.S.

#### Antecedentes
Dox encuentra que su autoridad de L.E.G.I.O.N. usurpada por segunda vez. Perseguido por la organización que él fundó, Dox nuevamente reúne a un equipo con la esperanza de recuperar el control de L.E.G.I.O.N.

#### Historia
Vril Dox, al perder el control de su ejército mecanizado de robots, L.E.G.I.O.N., se ve obligado a huir y escapa a la Tierra para reclutar un equipo de cazadores de recompensas (uno de los cuales resulta ser Amon Hakk, exmiembro del equipo original de Vril). Se encuentra con Supergirl donde obtiene su visión de calor como lo describía las memorias de la información de un CD le entregó su descendiente Brainiac 5 de la Legión de Super-Héroes cuando este le había contactado y le dijo que lo hiciera. Entonces decide cargar el disco, y Brainiac 5 contacta a Vril directamente y le ofrece todo el catálogo de datos sobre la Legión de Super-Héroes para que Vril configurarse un nuevo equipo y que garantice la supervivencia de la estirpe de Brainiac en el siglo XXXI. En lugar de utilizar héroes, Vril Dox decide utilizar los datos de los villanos. Los Hombres Omega también son vistos huyendo al ser atacados por los corrompidos robots de L.E.G.I.O.N. Vril manipula a Hakk para atraer a otro cazarrecompensas. Se apodera de un dispositivo que se utiliza para controlar a Tribulus (un smio bestia gigante que se asemeja fuertemente Validus, de Los 5 fatales) y le implanta el dispositivo en su propia cabeza. Al ganar el control Vril sobre Tribulus toman el la nave del cazador de recompensas como su nueva nave de operaciones. Vril se encuentra con el siguiente miembro del equipo, Wildstar, ahora vieja y enfermo, y la convence de que puede curarla. Después de atraerla hacia su nave, le dispara con una pistola de energía, dejándola en un estado de energía y atrapada en un traje de contención. Wildstar contempla como están tratando de matar a Vril, pero en su lugar ayuda la escapar de su planeta de origen y los dos cazan a Strata y Bounder. Strata intenta convencer a Wildstar que se activará pronto si se queda con alguien como Vril Dox. Los Hombres Omega descubren un complot secreto que involucra Starro el conquistador.

##### Miembros del segundo equipo
- Vril Dox
- Strata
- Tribulus
- Bounder
- Ciji
- Wildstar
- Amon Hakk
- Garv
- Adam Strange
- Capitán Cometa
- Kanjar Ro
- Xylon
- Starfire
- Lobo
- Lyrl Dox llamado también Brainiac 3

### Los nuevos 52
Tras el reinicio del Universo DC, en el evento conocido como Los Nuevos 52, R.E.B.E.L.S. aún existe, pero no se ha dejado claro cuánto de su historia se mantiene intacta. Los oficiales R.E.B.E.L.S. hacen una breve aparición en el arco argumental de la historia sobre Larfleeze en una historia adjunta en las páginas de Threshold #3. Stealth, miembro de la R.E.B.E.L.S. en la continuidad anterior, también aparece en la historia principal de Threshold, a pesar de que no está afiliada a la organización.

## Recepción
Comics Bulletin encontró las historias del primer número "sin mucha inspiración", pero estaba más impresionado por el arte al cual calificó como "excelente". A su juicio, "[e]s tan bueno que trae a todas las deficiencias evidentes la historieta sobre su superficie". CBR fue más positivo, diciendo que el primer número es "un capítulo inicial convincente, y que vale la pena tomar un vistazo a la serie".

## Ediciones recopilatorias
La serie original 94' nunca se ha recopilado, la serie 2009 fue recopilada en tomos:
- Volumen 1: La Llegada de Starro (recopila R.E.B.E.L.S. Vol. 2 #1-6, 144 páginas, enero de 2010, ISBN 1-4012-2589-6)[13]
- Volumen 2: Compañeros Extraños (recopila R.E.B.E.L.S. Vol. 2 #7-9 y Annual # 1, 128 páginas, agosto de 2010, ISBN 1-4012-2761-9)[14]
- Volumen 3: El hijo y las Estrellas (recopila R.E.B.E.L.S. Vol. 2 #10-14, 144 páginas, diciembre de 2010, ISBN 1-4012-2911-5)
- Volumen 4: Los hijos de Brainiac (recopila R.E.B.E.L.S. Vol. 2 #15-20, 144 páginas, febrero de 2011, ISBN 1-4012-3017-2)
- Volumen 5: Starstruck (recopila R.E.B.E.L.S. Vol. 2 #21-28, 160 páginas, diciembre de 2011, ISBN 1-4012-3286-8). Este volumen fue cancelado y se volvió a publicar.